# Crotalaria dasyclada
Crotalaria dasyclada är en ärtväxtart som beskrevs av Roger Marcus Polhill. Crotalaria dasyclada ingår i släktet sunnhampor, och familjen ärtväxter. Inga underarter finns listade i Catalogue of Life.